# Гоушън (окръг)
Окръг Гоушън (на английски: Goshen County) е окръг в щата Уайоминг, Съединени американски щати. Площта му е 5781 km², а населението – 13 390 души (2016). Административен център е град Торингтън.